# Мелисенда од Триполија
Мелисенда од Триполија (умрла око 1160) била је ћерка Ходиерне и Ремона II од Триполија.

## Биографија
Манојлова жена Берта од Зулцбаха умире 1159. године те се он обраћа јерусалимском краљу Балдуину III. Да му помогне у избору нове жене. Балдуин је имао две кандидаткиње: Мелисанду и Марију. У једноме моменту је изгледало да ће Манојло одабрати Мелисанду, а одушевљени Ремон III је чак припремио дванаест галија принцезиног мираза и пратње. Манојло се изненада одлучио за Марију. То је уплашило Балдуина III будући да је то био још један разлог да цар Манојло затражи Антиохију за себе.
Разочарани Ремон је своје галије наоружао и упутио ка византијском Кипру кога је опљачкао не би ли се осветио Манојлу. Мелисанда се никада није удала. Убрзо је ослабила од неке болести, повукла се у манастир и тамо убрзо умрла. Њена супарница Марија прошла је још горе јер је у државном удару након Манојлове смрти оборена са византијског престола, а смртну пресуду потписао је нико други до њен син Алексије II.